# Zbigniew Ryszard Wunderlich
Zbigniew Ryszard Wunderlich pseudonim Walicki (ur. w 1907, zm. 27 grudnia 1940) – przed II wojną światową pełniący obowiązki wicestarosty powiatu zborowskiego, komendant Okręgu Tarnopol Związku Walki Zbrojnej-1, 31 marca 1940 roku aresztowany przez NKWD w Drohobyczu, 17 października 1940 roku skazany na karę śmierci, wyrok wykonano.